# ماتيلدي دياز فيليز
ماتيلدي دياز فيليز (بالإسبانية: Matilde Díaz Vélez)‏ هي مهندسة معمارية أرجنتينية، ولدت في 2 يوليو 1899، وتوفيت في 9 يونيو 1986.